# Revolt on Alpha C
Revolta pe Alpha C  (engleză: Revolt on Alpha C) este un roman științifico-fantastic pentru tineret de Robert Silverberg. Acesta a fost primul său roman publicat în 1955 la vârsta de douăzeci de ani.

## Prezentare
În 2363, Larry Stark, 20 de ani, cadet al Academiei Patrulelor spațiale, vizitează sistemul stelar Alpha Centauri cu nava spațială Carden. Una dintre planetele sistemului este Alpha C, o planetă asemănătoare Pământului, aceasta a fost colonizată în urmă cu 125 de ani.
Stark ajunge pe planetă tocmai în momentul în care coloniștii decid să declare independența planetei Alpha C. Apoi se confruntă cu o dilemă agonizantă: fie să se supună ordinelor de a înăbuși rebeliunea, fie să se supună sentimentelor sale de a-i ajuta pe rebeli... 

## Caracteristici
Zborul spațial are loc prin hiperspațiu și un zbor pe o distanță de 4,5 ani-lumină durează 15 zile. Planeta Alpha Centauri seamănă cu Pământul în perioada de glorie a dinozaurilor.
Povestea este aparent o metaforă a Revoluției Americană, în care Pământul reprezintă Anglia iar Alpha Centauri reprezintă Statele Unite.

## Personaje
- Larry Stark  - cadet, operatorul radio de pe nava Carden.
- Allison Hurley  - cadet, un membru al echipajului.
- Heitor van Haaren  - cadet, membru al echipajului.
- Reinhardt  - căpitanul navei Carden.
- Olcott  - pilotul navei.
- O'Hare, Grennel Boggs  - membri ai echipajului.
- Harrison  - Președinte al coloniei de pe Alpha Centauri
- John Browne  - liderul revoluționarilor.
- Carter  - șeful guvernului provizoriu de pe colonia Londra.